# 朝倉経景
朝倉 経景（あさくら つねかげ）は、室町時代中期から後期にかけての武将。朝倉氏の家臣。

## 略歴
朝倉氏6代当主・朝倉家景の子として誕生。長禄合戦や応仁の乱で兄・孝景を補佐して戦う。応仁2年（1468年）閏10月14日、京都に甥の氏景と配下の兵を残し、孝景、光玖、景冬の兄弟揃って越前国へ下る。文明3年（1471年）、孝景が東軍に寝返り、越前平定に乗り出すとこれに従う。孝景死後は氏景を補佐し、越前統一を実現する。
軍略上の要衝地安居（福井市）を領し、安居城に拠った。長享3年（1489年）4月以降に入道し「退耕斎」と号した。
延徳3年（1491年）1月26日、死去。享年54。